# Al Abyār
Al Abyār (arabiska: الأبيار) är en ort i Libyen.   Den ligger i distriktet Al Marj, i den norra delen av landet, 700 km öster om huvudstaden Tripoli. Al Abyār ligger 289 meter över havet och antalet invånare är 32 563.
Terrängen runt Al Abyār är platt. Runt Al Abyār är det glesbefolkat, med 10 invånare per kvadratkilometer. Det finns inga andra samhällen i närheten. Trakten runt Al Abyār är ofruktbar med lite eller ingen växtlighet.